# Bahnhof Auber
Der Bahnhof Auber ist ein Tunnelbahnhof des S-Bahn-ähnlichen Pariser Schnellbahnnetzes RER im Quartier de la Chaussée-d’Antin des 9. Arrondissements von Paris. Gemeinsam mit mehreren Métrostationen, mit denen sie unterirdisch verbunden ist, bildet sie einen Knotenpunkt des öffentlichen Nahverkehrs in Paris.

## Bahnhof

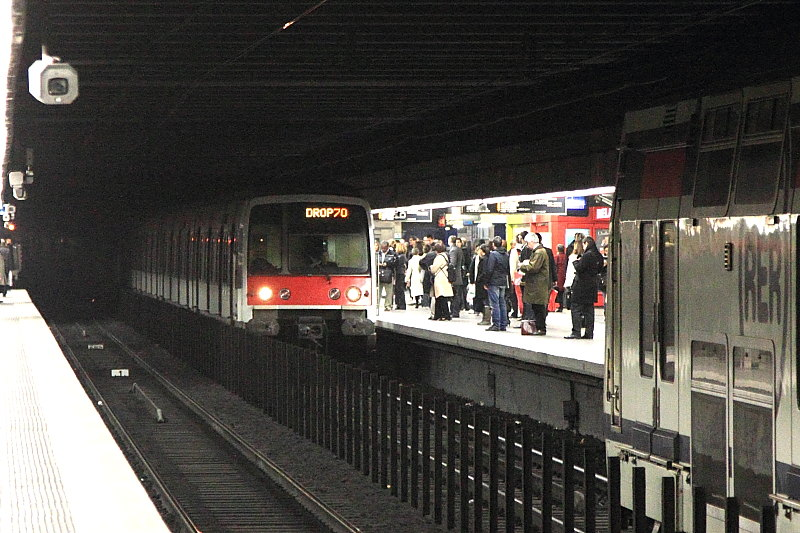
Das SACEM-System erlaubt das unmittelbare Aufeinanderfolgen von zwei RER-Zügen (Auber 2011)

Der Bahnhof wurde vom Architekten André Wogenscky geplant, mit Hilfe der Innenarchitekten Richard und Monpoix ab 1968 gebaut und 1971 in Betrieb genommen. Er liegt unter der Rue Auber, die nach dem französischen Komponisten Esprit Auber benannt ist und die die Place de l’Opéra mit der zum Fernbahnhof Gare Saint-Lazare führenden Rue du Havre verbindet. Die Station wird von Zügen des RER A angefahren.
Über unterirdische Verbindungsgänge sind für Umsteiger der Fernbahnhof Gare Saint-Lazare und die folgenden Schnellbahnstationen erreichbar:
- Haussmann - Saint-Lazare (RER E)
- Havre - Caumartin (Métrolinien 3 und 9)
- Opéra (Métrolinien 3, 7 und 8)
- Saint-Augustin (Métrolinie 9)
- Saint-Lazare (Métrolinien 3, 12, 13 und 14)

Am 20. Januar 1981 fuhr im Bahnhof ein Zug, dessen Fahrer ein erst kürzlich installiertes Signal übersehen hatte, auf einen haltenden Zug auf. Beim ersten Unfall dieser Art im RER-Netz waren ein Todesopfer und 71 Verletzte zu beklagen. Am 26. Januar bestreikte aus Solidarität mit dem Unfallfahrer, dem die Fahrerlaubnis entzogen wurde, das Fahrpersonal die Strecke.

## Betrieb
Die Station wird von den Zügen des RER A während der Verkehrszeiten unterschiedlich bedient:
- 18 Züge/Stunde zur Nebenverkehrszeit während der Woche
- 24 bis 30 Züge/Stunde zur Hauptverkehrszeit während der Woche
- 12 Züge/Stunde Samstags und Sonntags
- 8 Züge/Stunde am Abend

## Luftverschmutzungsmessungen
Eine Campagne zur Messung der Luftverschmutzung wurde vom 10. November bis zum 8. Dezember 2009 durch die Firma Airparif durchgeführt. Diese Messung sollte die Verschmutzung der Luft in der RER-Station messen und Aufschluss über die Luftqualität geben. Außerdem sollte der Einfluss des Eisenbahnverkehrs auf die Umgebungsluft gemessen werden.